# Boulaye Dia
Boulaye Dia (* 16. listopadu 1996 Oyonnax) je senegalský profesionální fotbalista, který hraje na pozici útočníka za italský klub US Salernitana 1919 a za senegalský národní tým.

## Klubová kariéra
Dia podepsal svoji první profesionální smlouvu v létě 2018 s francouzským Stade Reims po skvělé debutové sezóně v Jura Sud Foot, kdy vstřelil 15 branek v 21 ligových zápasech.
V létě 2021 si po třech sezónách ve francouzské nejvyšší soutěži přestoupil do Villarrealu, se kterým podepsal pětiletý kontrakt.
V srpnu 2022 odešel na roční hostování s opcí do italské Salernitany.

## Reprezentační kariéra
Dia se narodil ve Francii a je senegalského původu. Do senegalské reprezentace byl poprvé povolán 1. října 2020. Poprvé za Senegal nastoupil o osm dní později v přátelském utkání s Marokem.
V listopadu 2022 byl nominován na závěrečný turnaj mistrovství světa 2022 a ve druhém zápase základních skupin skóroval při výhře 3:1 nad domácím Katarem.

## Statistiky

### Klubová
K 13. listopadu 2022
| Klub                | Sezóna  | Liga                   | Liga   | Liga | Národní pohár | Národní pohár | Ligový pohár | Ligový pohár | Evropské poháry | Evropské poháry | Ostatní | Ostatní | Celkem | Celkem |
| Klub                | Sezóna  | Liga                   | Zápasy | Góly | Zápasy        | Góly          | Zápasy       | Góly         | Zápasy          | Góly            | Zápasy  | Góly    | Zápasy | Góly   |
| ------------------- | ------- | ---------------------- | ------ | ---- | ------------- | ------------- | ------------ | ------------ | --------------- | --------------- | ------- | ------- | ------ | ------ |
| Jura Sud            | 2017/18 | Championnat National 2 | 21     | 15   | —             | —             | —            | —            | —               | —               | —       | —       | 21     | 15     |
| Reims               | 2018/19 | Ligue 1                | 18     | 3    | 2             | 1             | 1            | 0            | —               | —               | —       | —       | 21     | 4      |
| Reims               | 2019/20 | Ligue 1                | 24     | 7    | 1             | 1             | 3            | 0            | —               | —               | —       | —       | 28     | 8      |
| Reims               | 2020/21 | Ligue 1                | 36     | 14   | 1             | 2             | —            | —            | 2               | 0               | —       | —       | 39     | 16     |
| Reims               | Celkem  | Celkem                 | 78     | 24   | 4             | 4             | 4            | 0            | 2               | 0               | —       | —       | 88     | 28     |
| Villarreal          | 2021/22 | Primera División       | 25     | 5    | 1             | 1             | —            | —            | 8               | 1               | 1       | 0       | 35     | 7      |
| Salernitana (host.) | 2022/23 | Serie A                | 14     | 6    | 0             | 0             | —            | —            | —               | —               | —       | —       | 14     | 6      |
| Celkem              | Celkem  | Celkem                 | 138    | 50   | 5             | 5             | 4            | 0            | 10              | 1               | 1       | 0       | 164    | 58     |

### Reprezentační
K 25. listopadu 2022
| Senegal | Senegal | Senegal |
| Rok     | Zápasy  | Góly    |
| ------- | ------- | ------- |
| 2020    | 3       | 0       |
| 2021    | 6       | 1       |
| 2022    | 12      | 3       |
| Celkem  | 21      | 4       |

#### Reprezentační góly
| Gól | Datum              | Místo                                                         | Soupeř            | Skóre | Výsledek       | Soutěž                                |
| --- | ------------------ | ------------------------------------------------------------- | ----------------- | ----- | -------------- | ------------------------------------- |
| 1.  | 7. září 2021       | Stade Alphonse Massemba-Débat, Brazzaville, Konžská republika | Konžská republika | 1:0   | 3:1            | Kvalifikace na Mistrovství světa 2022 |
| 2.  | 29. března 2022    | Diamniadio Olympic Stadium, Dakar, Senegal                    | Egypt             | 1:0   | 1:0 (po prod.) | Kvalifikace na Mistrovství světa 2022 |
| 3.  | 24. září 2022      | Stade de la Source, Orléans, Francie                          | Bolívie           | 1:0   | 2:0            | Přátelský zápas                       |
| 4.  | 25. listopadu 2022 | Al Thumama Stadium, Dauhá, Katar                              | Katar             | 1:0   | 3:1            | Mistrovství světa 2022                |

## Ocenění

### Reprezentační

#### Senegal
- Africký pohár národů: 2021[7]